# Abraham Losgert
Abraham Losgert (1764-1856) was een Nederlands matroos.Hij was op zijn zeventiende jaar een van de opvarenden van de vloot van Admiraal Zoutman in de Slag bij de Doggersbank in 1781. Stadhouder Willem V gunde een eenvoudig matroos geen zilveren Doggersbank-medaille.Losgert en zijn maten werden met muntgeld beloond. In 1842 werd hij door Willem II der Nederlanden geen Militaire Willems-Orde waardig geacht zoals de andere, maatschappelijk hoger geplaatste, veteranen van de slag. Uiteindelijk hij werd kort voor zijn negentigste verjaardag bij Groothertogelijk Besluit van 9 september 1853 door Koning Willem III benoemd tot Ridder in de Orde van de Eikenkroon.